# Instituto Confucio de la Universitat de València
El Instituto Confucio de la Universitat de València es una institución sin ánimo de lucro creada con la finalidad de promover el desarrollo de la enseñanza y la cultura chinas. El Instituto Confucio es una entidad equivalente al Instituto Cervantes o al British Council. Con sede central en Pekín este organismo está presente en los cinco continentes con más de 350 centros, contando en España con seis sedes ubicadas en Madrid, Valencia, Granada, Barcelona, León y Las Palmas de Gran Canaria.

## Historia
Bajo el convenio de Colaboración entre la Oficina Nacional de Enseñanza del Chino como Lengua extranjera (Hanban) y la Universidad de Valencia,así como con la ayuda de la Universidad pedagógica del Nordeste de China, se estableció en 2007, bajo la dirección de Vicente Andreu, el Instituto Confucio en Valencia. El Instituto Confucio de la Universitat de València, el segundo más antiguo de España, ha sido elegido por Hanban en 2008 y 2009 como uno de los veinte mejores Institutos Confucio del mundo y en 2010 como uno de los treinta mejores por la calidad e iniciativa de su equipo directivo. Ubicado inicialmente en la Facultat de Filologia, Traducció i Comunicació, a finales de 2013 se trasladó a una nueva sede en el Campus de Tarongers de la Universitat de València.

## Enseñanza
El Instituto Confucio de la UV, cubre la creciente demanda de conocimientos sobre la lengua y cultura china que reclama hoy en día nuestra sociedad. Realiza cursos de chino para todos los niveles, ofrece becas para estudiar en China, y es el centro examinador oficial de chino de los exámenes de HSK (adultos) e YCT (niños y jóvenes), además de los niveles de oral (HSKK). El Instituto Confucio de la Universitat de València promueve el aprendizaje y conocimiento de una lengua hablada por miles de millones de personas y que hoy figura como el tercer idioma más utilizado en un plano internacional.

### Revista Instituto Confucio
El Instituto Confucio de la Universitat de València edita la revista gratuita y bimestral bilingüe chino- español  Instituto Confucio,  distribuida por todo el mundo hispano. Esta publicación y su versión en otros 10 idiomas más están disponibles en PDF para su lectura gratuita en ordenadores , así como en las apps disponibles en las plataformas de Apple  y Android . El Instituto Confucio de la Universitat de València también mantiene la edición digital de la publicación, ConfucioMag .
La publicación acerca las actividades de la institución y la cultura China desde diferentes perspectivas (música, literatura, poesía, cine…) y muestra como la cultura china cuenta con plena capacidad de crecer, transformarse y renovarse constantemente sobre la base de la autorreflexión y el diálogo intercultural

### Actividades Culturales
Desde su fundación el Instituto Confucio de la Universitat de València ha colaborado y organizado numerosas exposiciones, entre las que destacan El Llibre i el Maó, así como las dedicadas a los artistas Maleonn, Luís Baylón, Judas Arrieta, Marta Soul, Amy Chang, Adan Liu, He Chong Yue, Marisa Casalduero, Cai Yinlong, Aurelia Villalba  o Rafa Tanaka Monzó, entre otras. Entre sus colaboraciones cabría mencionar  Caligrafías de la enfermedad  organizada por el Instituto de Historia de la Medicina y de la Ciencia López Piñero o Caligrafía china moderna: Obras de Gu Gan y Pu Lieping en el IVAM.  También desarrolla diferentes actividades culturales relacionadas con la cultura china: Encuentros con escritores, dramaturgos, científicos, ciclos de cine, recitales, danzas tradicionales chinas, conciertos, conferencias, lecturas poéticas, demostraciones de caligrafía China, Wushu, Tai Ji, o actividades enfocadas al público infantil.